# Groove Coverage
Groove Coverage — немецкая группа, играющая музыку в стиле евро-транс. Стиль евро-транс во многом похож на транс, но скорее может считаться новым воплощением евроденса. В музыкальном проекте Groove Coverage участвуют Аксель Конрад (он же DJ Valium), Оле Вирк и DJ Novus. Солистка проекта выступает под сценическим именем Mell. В проекте так же есть бэк-вокалистка — Verena, которая до 2004 года выступала на всех концертах вместо Mell, так как та ждала ребёнка. Группа выпустила четыре альбома. Первые два снискали особую популярность в странах Европы. Некоторые песни группы достигали вершин хит-парадов танцевальных радиостанций. Группа выпустила также несколько ярких ремиксов на творения коллектива Sylver, а также Special D. и DJ Cosmo.
За время своего существования группа выпустила три полновесных альбома: "Covergirl" («Девушка с обложки») (2002), "7 Years and 50 Days" («7 лет и 50 дней») (2004), "21st Century" («21-й век») и "Riot on the Dancefloor" («Бунт на танцполе»). Также в 2005 году вышел альбом лучших хитов "Best Of".

## История

### "Covergirl" и "Moonlight Shadow" (2001—2003)
Аксель Конрад, уже довольно известный на то время в Германии, совместно с Оле Вирком и DJ Novus в 2001 году создает проект Groove Coverage. Первыми релизами группы становятся треки "Are U Ready" и "Hit Me". Чуть позже, Аксель знакомится с Mell и приглашает ее в проект в качестве основной вокалистки. Фактически в то же время к проекту, в качестве бэк-вокалиста, присоединилась Верена. Летом 2002 года выходит сингл "Moonlight Shadow", который является кавером одноименной песни Майкла Олдфилда. Сингл становится прорывным для группы и достигает третьей строчки в немецком чарте. В ноябре 2002 года выходит дебютный альбом группы "Covergirl", в который вошли 9 новых треков, а так же уже вышедшие "Are U Ready" и "Moonlight Shadow". Вслед за альбомом вышел сингл "God Is A Girl", который стал особенно успешен в Германии и Австрии. Особенно успешным сингл стал в Китае, где он достиг первой строчки в чартах. На обложке альбома изображена Верена — вторая вокалистка, которая выступала на концертах, снималась в видеоклипах вместо Мэлл, пока та была беременна.

### "7 Years and 50 Days" и международный успех (2003—2005)
В апреле 2003 года выходит сингл "The End", который достигает 14 строчки в немецком чарте. В конце 2003 года выходит кавер версия известной песни Элиса Купера "Poison", который попадает в топ-10 немецкого чарта. В март 2004 года выходит второй альбом группы под названием 7 years & 50 days. Альбом содержит в себе 5 хит синглов: "The End", "Posion", "She", "Runaway" и одноименный "7 years & 50 days". Все пять синглов попадали в топ 20 немецкого чарта.

### "21st Century" и "Greatest Hits" (2005—2007)
В 2005 году альбом "7 years & 50 days" достигает платинового статуса в Азии. Большим спросом альбом также пользовался в Индонезии. В Великобритании и Ирландии сингл "Poison" попал в топ-40 чарты. В Official UK Singles Chart сингл достиг 32 строчки. Таким образом, проект Groove Coverage становился все более популярным в различных странах мира и в итоге достиг международного успеха.
В июле 2006 года выходит третий альбом группы под названием "21's Сentury". В нем содержалось три сингла: "On The Radio", "Holy Virgin" и "21's Century Digtal Girl". В отличие от предыдущих двух альбомов, "21's Century" не был таким успешным. Некоторые связывают это с тем, что, в отличие от привычного стиля музыки, в этом альбоме преобладает рок- и поп-музыка. С момента выхода альбома и до сентября 2007 года от проекта не было новой музыки. В сентябре 2007 года выходит сингл "Because I Love You", вслед за которым вышел сборник лучших хитов "Greatest Hits". Новый сингл и сборник лучших хитов не принесли Groove Coverage заметных успехов, и в результате лейбл Universal Music Germany прекратил сотрудничество с проектом.

### "Riot on the Dancefloor" (2010—2012)
В 2010 году Groove Coverage подписывают контракт с Sony Music / Columbia и выпускают новый сингл "Innocent", который является кавер-версией одноименной композиции Майкла Олдфилда. Сингл стал успешным и поднялся до 38 строчки в немецком чарте.
Весной 2011 года вышел сингл "Angeline", который стал очень успешным, достигший 22 места в немецком чарте, и продержавшийся в топ 50 около 16 недель. Так же сингл достиг первой строчки в DJ Top 100 International charts и MusicLoad digital charts.
В марте 2012 года вышел широко ожидаемый публикой альбом "Riot On The Dancefloor".

### "Tell Me", "Wait" и "Million Tears" (2013-2016)
Спустя полтора года после выпуска последнего альбома, в январе 2014, проект выпустил сингл "Tell Me". В это же время был выпущен видеоклип.
В декабре 2014 года вышел новый сингл "Wait".
29 мая 2015 года вышел сингл "Million Tears", который, по сути, является переработкой одноименного трека с альбома "Covergirl".

### "Wake Up" (2017)
16 ноября 2017 года вышел сингл "Wake Up".

## Дискография

### Альбомы
- 2002 — Covergirl
- 2004 — 7 Years & 50 Days
- 2006 — 21'st Century
- 2012 — Riot on The Dancefloor

### Компиляции
- 2005 — Greatest Hits
- 2005 — Best Of
- 2007 — Greatest Hits

### Синглы
- 2001 — Hit Me
- 2001 — Are U Ready
- 2002 — Moonlight Shadow
- 2002 — God Is A Girl
- 2003 — The End
- 2003 — Poison
- 2004 — 7 Years & 50 Days
- 2004 — She
- 2004 — Runaway
- 2005 — Holy Virgin
- 2006 — On The Radio
- 2006 — 21'st Century Digital Girl
- 2007 — Because I Love You
- 2010 — Innocent
- 2011 — Angeline
- 2012 — Thinking About The Way
- 2012 — Riot On The Dancefloor
- 2014 — Tell Me
- 2014 — Wait
- 2015 — Million Tears 2015
- 2017 — Wake Up